# Municipio de San Miguel Yotao
El municipio de San Miguel Yotao (en zapoteco: you-dao ‘tierra de espigas’) es un municipio de 593  habitantes situado en el Distrito de Ixtlán, Oaxaca, México.

## Demografía
En el municipio habitan 593 personas, de las cuales,  88% hablan una lengua indígena.

### Localidades
En el municipio se encuentran los siguientes poblados:
| Localidad            | Población (2010) |
| -------------------- | ---------------- |
| San Miguel Yotao     | 545              |
| Santa María Laguiche | 33               |
| La Yee               | 33               |